# Vard (Schiffbau)
Die VARD AS ist eine norwegische Schiffbaugruppe mit zehn Werften in Norwegen, Rumänien, Brasilien und Vietnam mit rund 10.000 Beschäftigten (März 2015). Das Unternehmen entstand im Januar 2013 aus bedeutenden Teilen der koreanischen STX Europe und STX OSV. Die italienische Mutterfirma Fincantieri hat mit dieser Übernahme ihren Umsatz und die Zahl der Mitarbeiter nahezu verdoppelt und wurde zur viertgrößten Werft der Welt.

## Geschichte
Im Februar 2002 wurden die Schiffbauaktivitäten der norwegischen Konzerne Aker ASA und Kværner unter der Managementgesellschaft Aker Kværner Yards AS in Oslo gebündelt. 2004 entstand unter neuen Eigentumsverhältnissen die Schiffbaugruppe Aker Yards ASA, die an der Osloer Börse notiert wurde.
Im Juni 2006 wurde die Werft Chantiers de l’Atlantique (Saint-Nazaire) des Alstom-Konzerns übernommen. Seit März 2007 war Aker Yards selbstständig. Die zuvor durch Aker ASA gehaltenen Anteile an Aker Yards von 40,1 % wurden verkauft und waren in Streubesitz gegangen.
Im Oktober 2007 kaufte der südkoreanische Werftkonzern STX Shipbuilding 39,2 % der Anteile von Aker Yards. Das Schiffbau-Unternehmen war unter dem Namen Aker Yards ASA von 2004 bis 2009 im OBX Index an der Osloer Börse gelistet. Aker Yards wurde mit 19 Werften das größte Schiffbauunternehmen Europas.
Im November 2008 hat sich Aker Yards in STX Europe umbenannt. Der Umsatz lag 2008 bei 31,5 Milliarden Norwegischen Kronen. Zum 31. Dezember 2008 kontrollierte STX 93,87 % der Anteile an STX Europe und übernahm 2009 den alleinigen Besitz. Per 11. Februar 2009 wurde STX Europe von der Osloer Börse delistet.
Im Juli 2009 verkaufte STX Europe seinen Anteil an Wadan Yards. Wegen hoher Verluste des Mutterkonzerns STX wurden seit 2012 fast alle Werften der STX Europe an andere Unternehmen verkauft. STX Norway und STX OSV wurden im Januar 2013 an Fincantieri veräußert und in VARD AS umbenannt. Fincantieri hält derzeit 55,63 % der Anteile an VARD. (März 2015)

## Gebaute Schiffe (Auswahl)

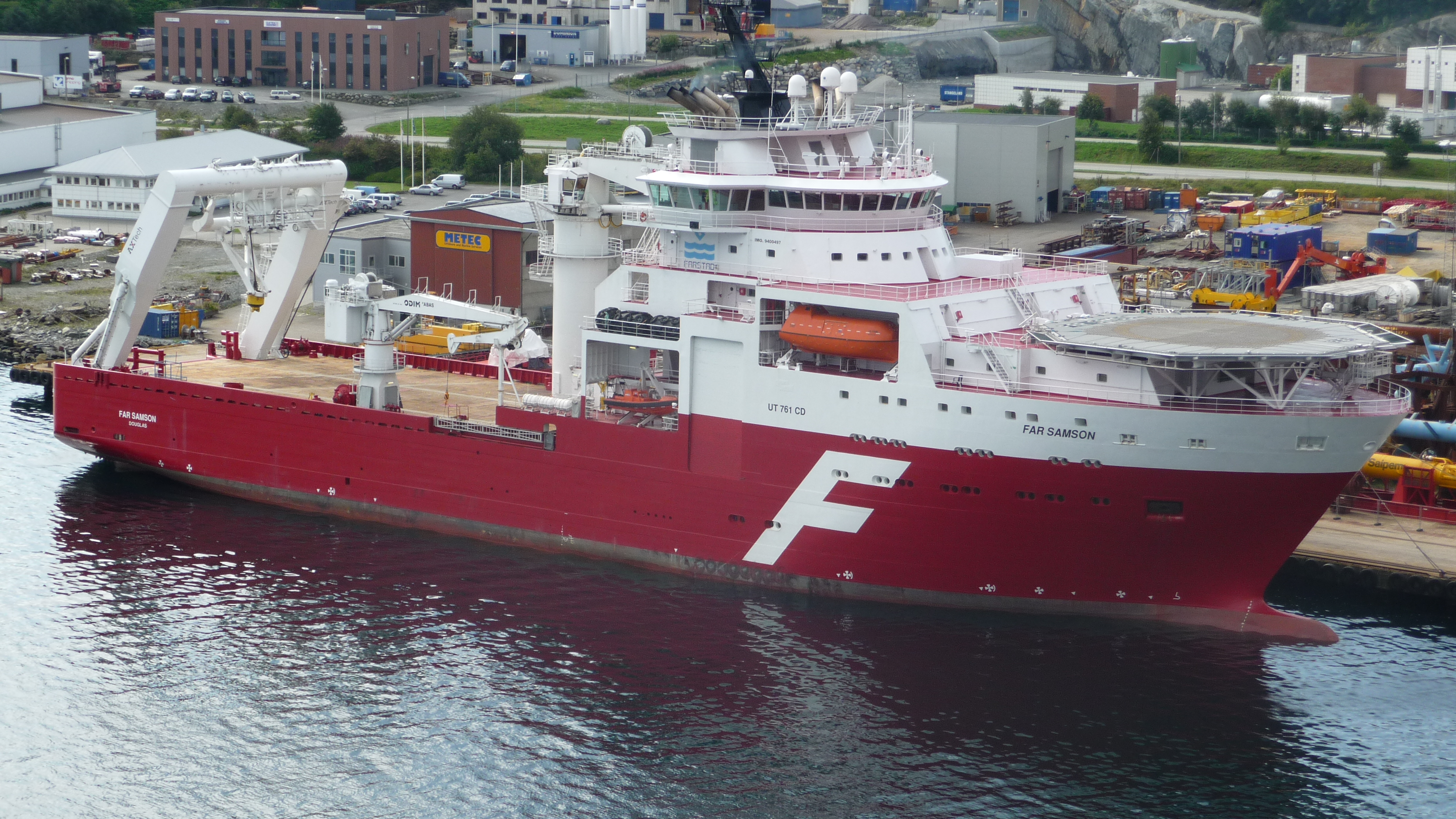
Ankerziehschlepper Far Samson

Die Norweger sind Spezialist für Arbeitsschiffe für die Offshore-Ölförderung. Die Ankerziehschlepper Far Samson und Island Victory sind, mit einem Pfahlzug von 423 und 477 Tonnen, die stärksten Schlepper, die je gebaut wurden. Die rumänischen VARD-Werften liefern in der Regel Rümpfe zu.
- Seaway Petrel (2003), heutiges Tiefseeforschungsschiff Petrel
- Far Samson (2008), Schlepper
- El Moundijd (2011), Notschlepper
- KL Saltfjord (2010), Schlepper
- Marjata (2016), Aufklärungsschiff
- Hanseatic nature und Hanseatic inspiration (2019), Kreuzfahrtschiffe
- Island Victory (2020), Schlepper
- REV Ocean (2021), Forschungsyacht
- Somnio (im Bau), Megayacht

## Standorte
- Aukra
- Brattvåg
- Brevik
- Tomrefjord
- Søviknes
- Niterói
- Ipojuca, Pernambuco (VARD PROMAR)
- Brăila
- Tulcea
- Vũng Tàu[3]